# Eleocarpina
La eleocarpina es un alcaloide pirroloflavonoide aislado de las hojas de las plantas Elaeocarpus polydactylus, Elaeocarpus sphaericus y Elaeocarpus ganitrus
.
Su epímero, la isoeleocarpina (CAS 23092-73-1) fue aislado también de las mismas plantas junto con la eleocarpina. Su punto de fusión es distinto a la eleocarpina (51 - 52 °C)

## Síntesis
Turafiello y colaboradores propusieron una síntesis a partir de 2-etenil-1-metoxi-3-metilbenceno y el N-óxido de 3,4-dihidro-2H-pirrol.